# Sirenkî, Hlobîne
Sirenkî (în ucraineană Сіренки) este un sat în comuna Velîki Krînkî din raionul Hlobîne, regiunea Poltava, Ucraina.

## Demografie
Componența lingvistică a localității Sirenkî
     Ucraineană (98,41%)
     Rusă (1,59%)
Conform recensământului din 2001, majoritatea populației localității Sirenkî era vorbitoare de ucraineană (98,41%), existând în minoritate și vorbitori de rusă (1,59%).